# 무한도전 강변북로 가요제
《강변북로 가요제》는 《무한도전》에서 2007년 방송된 〈강변북로 가요제〉편에 나온 곡들이 수록되어 있는 음반이다. 당초 《무한도전》 방영을 위해 만들어졌던 곡들이 인기를 끌면서 9월 4일 서울 음반을 통해 음반이 나왔다.

## 강변북로 가요제

### 개요
2007년 7월 7일과 7월 14일 2회에 걸쳐 방영되었다.

### 공연 순서
| 순서 | 가수   | 곡명                | 수상       |
| ---- | ------ | ------------------- | ---------- |
| 1    | 박명수 | I Love You          | 인기상     |
| 2    | 정형돈 | 이러고 있다         | 동상, 울상 |
| 3    | 하하   | 키 작은 꼬마 이야기 | 대상       |
| 4    | 정준하 | My Way              | 금상       |
| 5    | 유재석 | 삼바의 매력         | 은상       |
| 6    | 노홍철 | 소녀                | 울상       |

## 음반의 반응
인기 예능 프로그램에서 방영한 곡들이 실제 음반으로 나온다는 소식에 많은 사람들이 관심을 보였으며, 가요제에서 대상을 수상했던 〈키 작은 꼬마 이야기〉는 음반이 나오자마자 온라인 음악 사이트 멜론의 일간차트 3위, 주간차트 4위에 오르는 성과를 올리기도 했다.

## 수록곡
| #             | 제목                           | 작사                                           | 작곡          | 편곡          | 재생 시간 |
| ------------- | ------------------------------ | ---------------------------------------------- | ------------- | ------------- | --------- |
| 1.            | 〈키 작은 꼬마 이야기〉 (하하) | 명민아, 이민정, 주기쁨, 김태희, 공지현, 김민지 | 윤일상        | 윤일상        | 3:29      |
| 2.            | 〈이러고 있다〉 (정형돈)       | 명민아, 이민정, 주기쁨, 김태희, 공지현, 김민지 | 안정훈        | 안정훈        | 2:00      |
| 3.            | 〈소녀〉 (노홍철)              | 명민아, 이민정, 주기쁨, 김태희, 공지현, 김민지 | 안정훈        | 안정훈        | 2:00      |
| 4.            | 〈I Love You〉 (박명수)        | 명민아, 이민정, 주기쁨, 김태희, 공지현, 김민지 | 안정훈        | 안정훈        | 2:47      |
| 5.            | 〈삼바의 매력〉 (유재석)       | 명민아, 이민정, 주기쁨, 김태희, 공지현, 김민지 | 윤일상        | 윤일상        | 3:18      |
| 6.            | 〈My Way〉 (정준하)            | 명민아, 이민정, 주기쁨, 김태희, 공지현, 김민지 | 윤일상        | 윤일상        | 3:34      |
| 7.            | 〈키 작은 꼬마 이야기〉 (Inst) |                                                | 윤일상        | 윤일상        | 3:29      |
| 8.            | 〈이러고 있다〉 (Inst)         |                                                | 안정훈        | 안정훈        | 2:00      |
| 9.            | 〈소녀〉 (Inst)                |                                                | 안정훈        | 안정훈        | 2:00      |
| 10.           | 〈I Love You〉 (Inst)          |                                                | 안정훈        | 안정훈        | 2:47      |
| 11.           | 〈삼바의 매력〉 (Inst)         |                                                | 윤일상        | 윤일상        | 3:18      |
| 12.           | 〈My Way〉 (Inst)              |                                                | 윤일상        | 윤일상        | 3:34      |
| 총 재생 시간: | 총 재생 시간:                  | 총 재생 시간:                                  | 총 재생 시간: | 총 재생 시간: | 34:16     |